# Вулиця Миколи Хвильового (Харків)
Вулиця Миколи Хвильового — вулиця у Харкові, у Київському районі. Прямує від вулиці Трінклера до вулиці Алчевських. Від Трінклера до Мироносицької вулицею проходить трамвайна колія. В різні роки вулиця мала назви Шматьковська (до 1884), Шпитальна (1884—1935, 1942—1943, 1945—бл. 1950) і Маяковського (1935—бл. 1942, 1943—1945, бл. 1950—2023). Тепер носить ім'я українського письменника й поета Миколи Хвильового, який мешкав і застрелився в будинку «Слово» в двох кварталах від початку цієї вулиці.

## Розташування
Вулиця починається перехрестям з вулицею Трінклера біля Сумського ринку. Вулиця Тринклера в районі з'єднання з вулицею Миколи Хвильового вигинається в бік, щоб забезпечити трамваю достатній радіус повороту. Далі вулиця Миколи Хвильового перетинає вулиці Сумську, Мироносицьку й Чернишевську. Закінчується вулиця, упираючись у вулицю Алчевських біля Молодіжного парку та спорткомплексу «Політехнік».

## Назва
Початково вулиця називалась Шматьковська. 15 вересня 1884 року була перейменована на Шпитальну, оскільки починається недалеко від військового шпиталю.
14 квітня 1935 року міськрада перейменувала Шпитальну вулицю на вулицю Маяковського на честь російського радянського поета Володимира Маяковського (1893—1930), який часто бував у Харкові та присвятив місту кілька віршів. 1936 року Рада Союзу Письменників пропонувала перейменувати вулицю на честь Михайла Коцюбинського, але подальша доля цього проєкту невідома.
Під час німецької окупації (1942—1943), згідно з рішенням міськуправи від 7 вересня 1942 року, вулиці повернули назву Шпитальна. Коли 1943 року Харків зайняли радянські війська, вулицю знову перейменували на честь Маяковського. Потім рішенням міськвиконкому від 2 жовтня 1945 року вулиці знову дали назву Шпитальна, але в наступні роки повернули ім'я Маяковського. В списку вулиць 1954 року вона вже називається вулицею Маяковського.
18 серпня 2023 року в межах дерусифікації вулиця Маяковського була перейменована на вулицю Миколи Хвильового на честь українського письменника й поета Миколи Хвильового (1893—1933), сучасника Маяковського, одного з найвідоміших представників розстріляного відродження, ідейного натхненника гасла «Геть від Москви!»